# Kutus
Kutus es una localidad de Kenia, perteneciente al condado de Kirinyaga. Forma una conurbación con Kerugoya con rango de municipio que, con un conjunto total de 34 014 habitantes según el censo de 2009, es la capital del condado.
El municipio tiene seis barrios: Kerugoya Central, Kerugoya Norte, Kerugoya Sur, Kutus Sur, Kutus Central y Nduini. La mayoría de estos barrios pertenece también al distrito electoral de Kerugoya-Kutus.

## Etimología
Se llamaba originalmente Mucakuthi. El nombre "Kutus" deriva del jefe local kikuyu Gutu, con la "s" añadida del genitivo sajón, significando en inglés "lugar de Gutu".

## Demografía
Los 34 014 habitantes del municipio que forma junto con Kerugoya se reparten así en el censo de 2009:
- Población urbana: 16 369 habitantes (7586 hombres y 8783 mujeres)
- Población periurbana: 3053 habitantes (1595 hombres y 1458 mujeres)
- Población rural: 14 592 habitantes (7585 hombres y 7007 mujeres)

## Transportes
Se accede a través de la carretera secundaria C73, que sale al oeste de la B6 a la altura de Mururi. Al norte de Kutus sale de la C73 la C74, que lleva a Kerugoya y Karatina.